# 18 Septemberplein

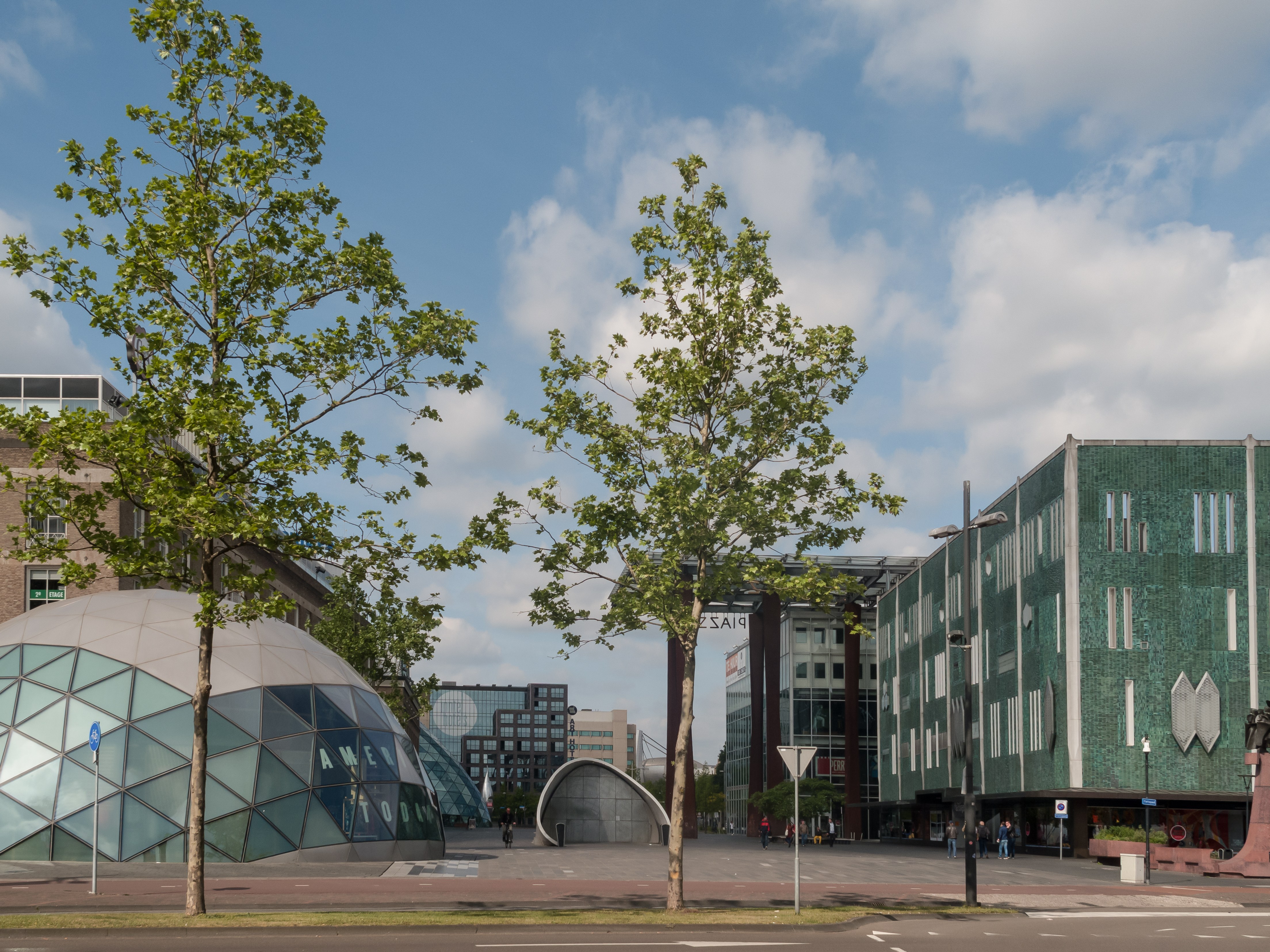
Het 18 Septemberplein, gezien vanuit de richting van het station

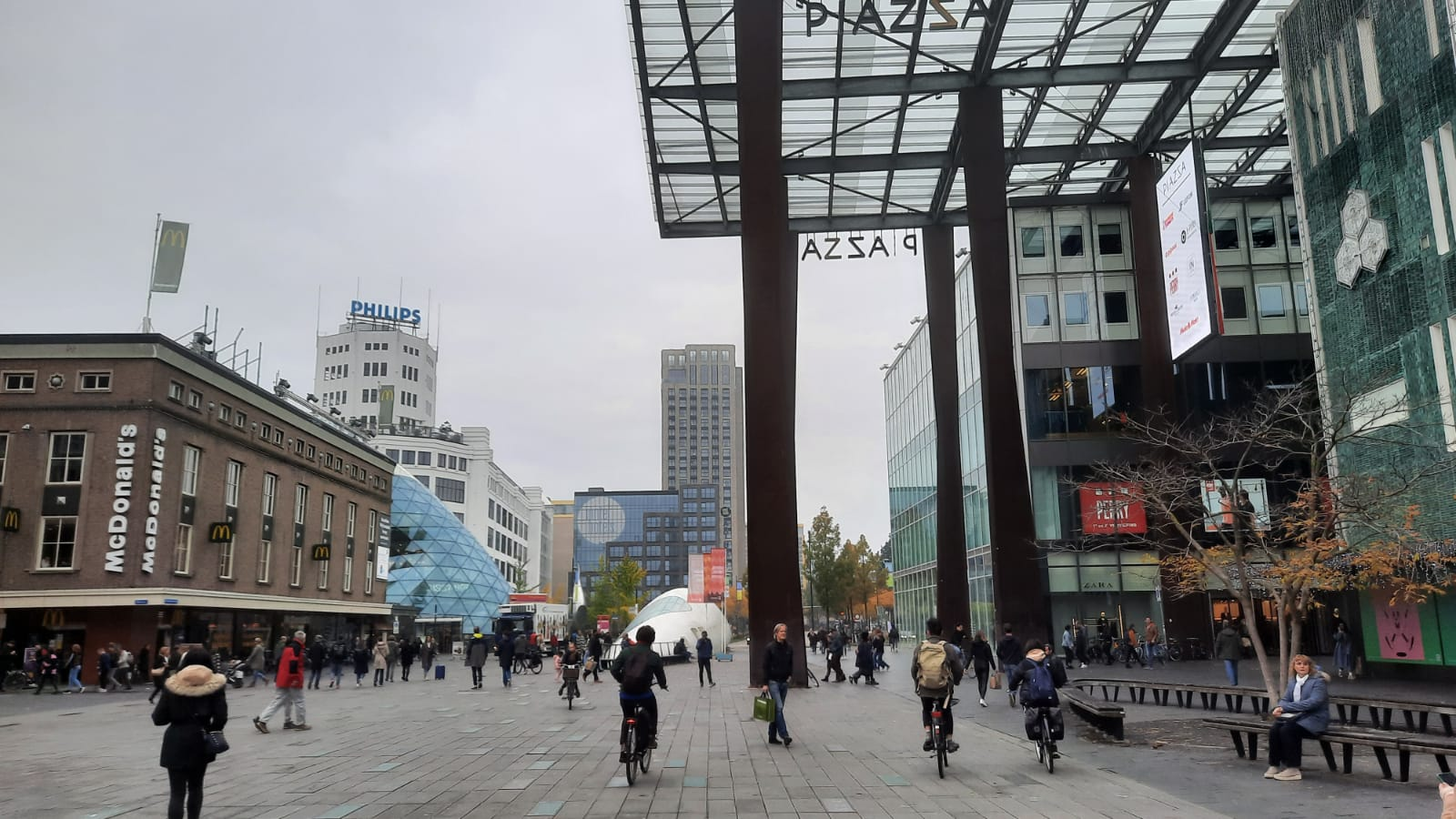
Het midden van het 18 Septemberplein

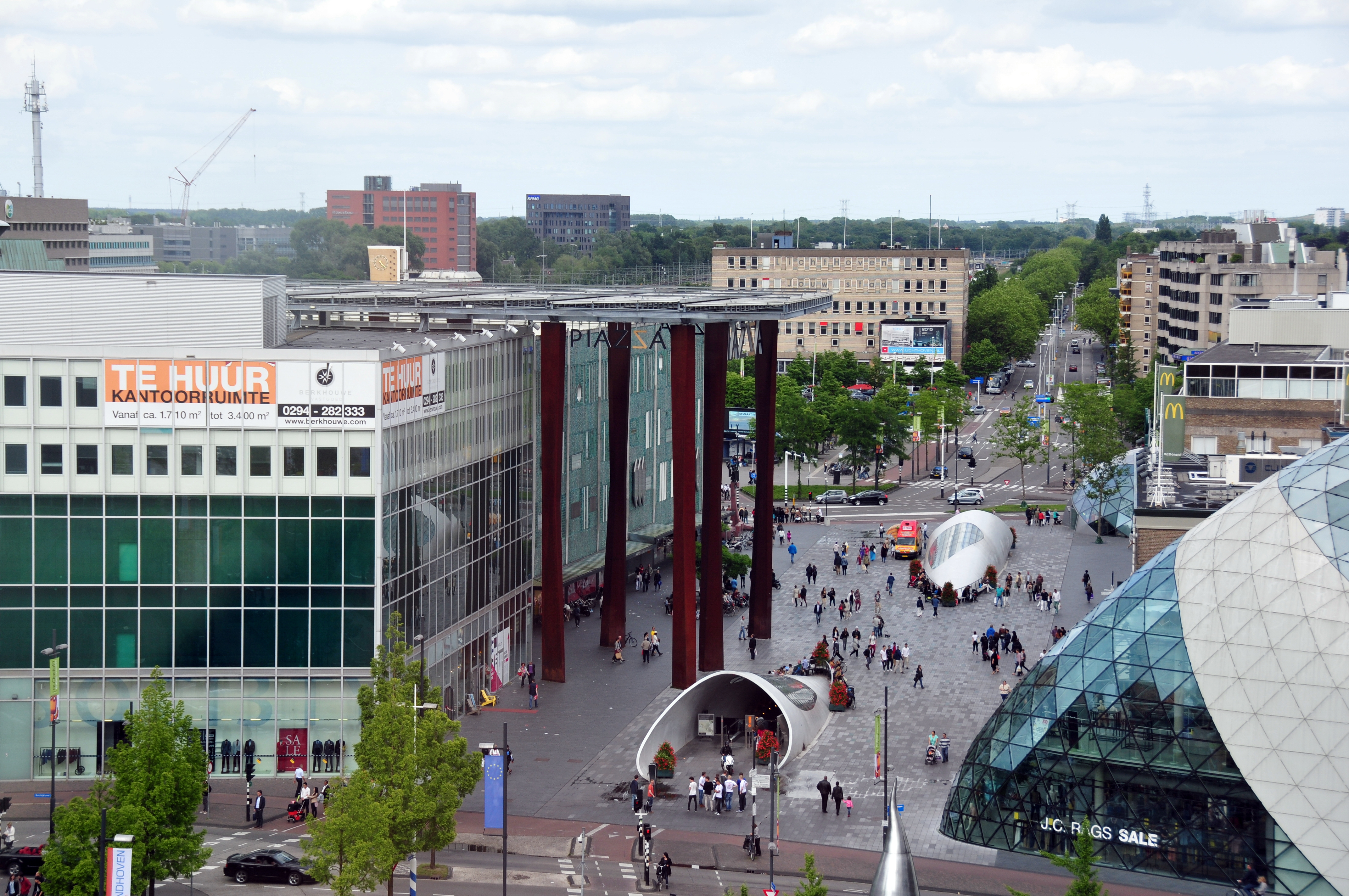
Het 18 Septemberplein, gezien vanuit de Lichttoren

Het 18 Septemberplein is een plein in de Nederlandse stad Eindhoven. Het vormt de verbinding tussen het centraal station en het winkelcentrum. Het plein is gelegen tussen het Stationsplein, de Vestdijk, de Piazza, de Demer en de Emmasingel, en kent zijn naam door de bevrijding van Eindhoven op 18 september 1944 tijdens Operatie Market Garden.

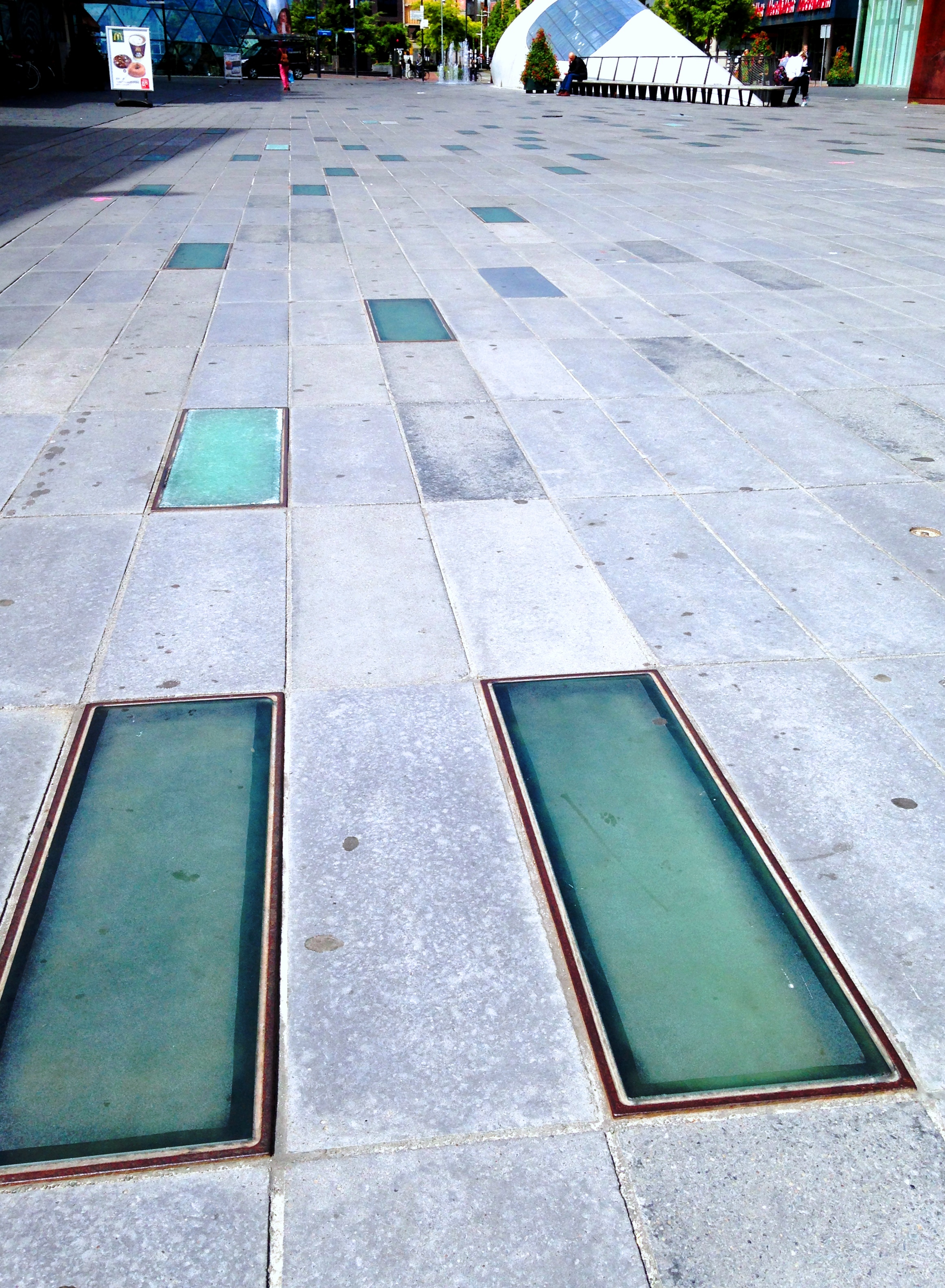
In het midden van het 18 Septemberplein is de oorspronkelijke loop van de Gender zichtbaar gemaakt met lichtgevende tegels

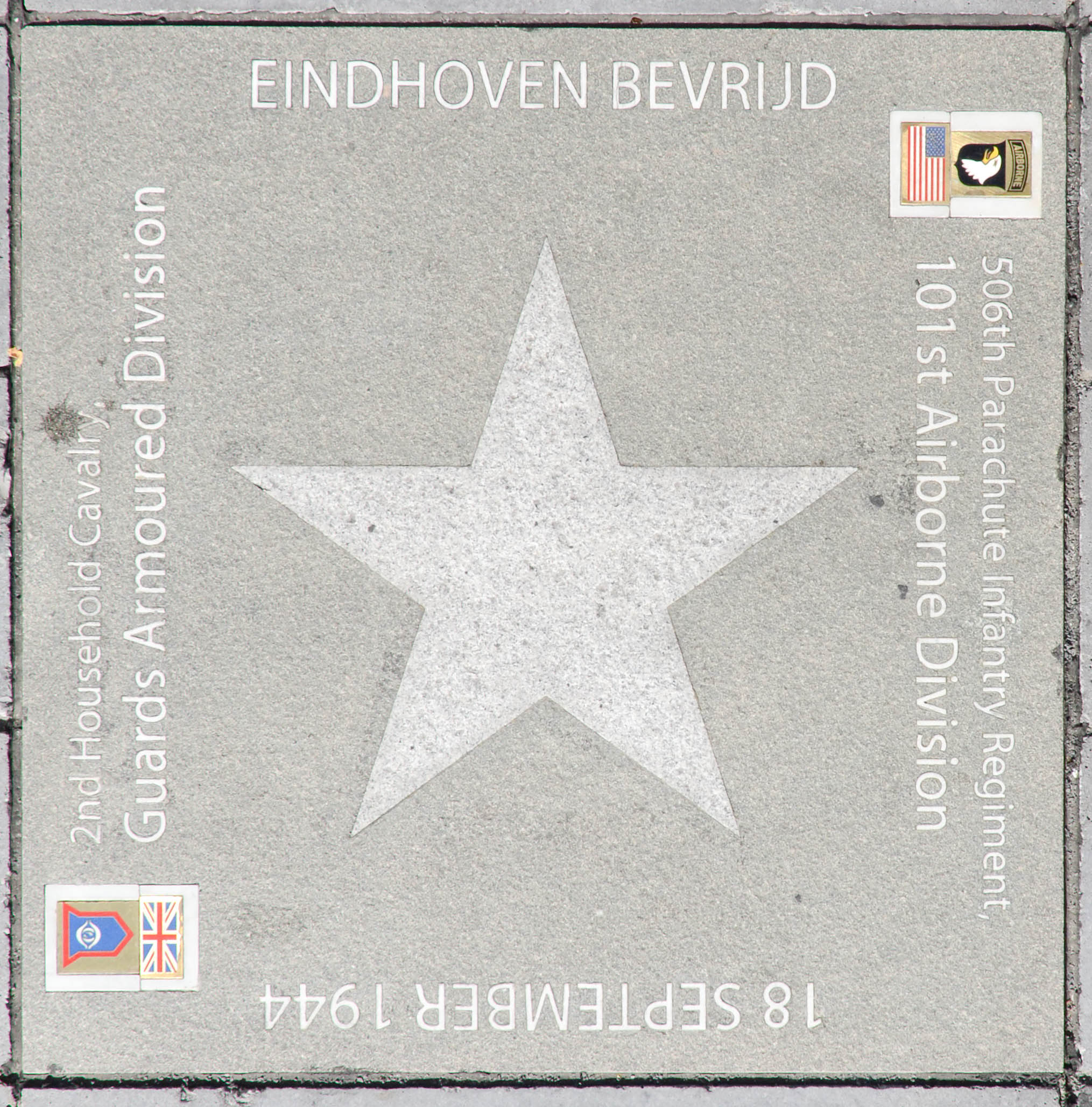
Een herdenkingstegel op het 18 Septemberplein die de bevrijding van Eindhoven in 1944 herinnert

## Kenmerken
Het plein kenmerkt zich door de combinatie van ruimte, luxe bestrating, een bijzondere vormgeving van de ingangen van de fietsenkelder, waterfonteinen, bomen, kunst, banken en een dynamisch lichtspel. De gratis fietsenkelder de Tube is met rolbanen toegankelijk en biedt plaats aan ongeveer 1250 fietsen en 60 bromfietsen. Kenmerkend van de fietsenstalling zijn de bijzondere ingangen, die als buizen uit de grond lijken te komen. Op het 18 Septemberplein zijn onder andere een C&A, HEMA, de Bijenkorf en McDonald's gevestigd. In het midden aan de rand van het plein ligt het overdekte winkelcentrum Piazza Center. Aan de Emmasingel is naast de Lichttoren de Blob te vinden, een futuristisch gebouw dat bijzonder opvallend is in de omgeving. Ook is op het 18 Septemberplein de Bubble te vinden.
Elke dinsdag wordt op het 18 Septemberplein van 9.00 tot 16.00 uur een weekmarkt gehouden en staat het plein vol met tal van kramen.

## Geschiedenis

### 1863-1953
Op de plek waar nu het 18 Septemberplein ligt, lag vroeger de Parallelweg, direct langs het spoor dat in 1863 werd aangelegd. De spoorweg vormde steeds meer een hindernis in de verbinding tussen de stad en Woensel in het noorden. Via een luchtbrug konden voetgangers de spoorweg oversteken, maar ander verkeer moest erg vaak wachten voor de treinen. Na het Sinterklaasbombardement in 1942, waarbij een aanzienlijk deel van het noordelijk deel van de Eindhovense binnenstad werd verwoest, werd door de Leidse architect J.A. van der Laan in 1946 een wederopbouwplan opgesteld. Hierin was een oplossing voor de spoorwegkwestie opgenomen. De spoorlijn zou zo'n honderd meter naar het noorden worden opgeschoven, richting Woensel. Na enkele jaren voorbereiding begon in 1950 de aanleg van het hoogspoor en in 1953 was dit nieuwe spoor voltooid. De spoorweg liep nu over een meters hoge dam. Door die dam kwamen enkele tunnels voor het noord-zuidverkeer.

### 1953-1969
Met het opschuiven van het spoor richting noorden ontstond er op de plaats van het oude spoor ruimte om de binnenstad uit te breiden. In het wederopbouwplan uit 1946 is direct ten westen van de Vestdijk (op de huidige plek van de Bijenkorf) een groot plein getekend, het Demerplein. Dit plein werd gedacht voor een grotere schaal, waaraan een fors front van grote gebouwen zou kunnen ontstaan aan de zuidzijde, die een geheel zouden moeten vormen met de Philips-lichttoren. In 1952 is met het gereedkomen van de panden C&A en meubelzaak Lodewijks (waar nu de McDonald's zit) deze zuidelijke wand van het Demerplein compleet. Enige tijd later wordt de naam veranderd in 18 Septemberplein. Na een ingewikkeld ontwikkelingsproces werd uiteindelijk in 1966 begonnen met de bouw van de Bijenkorf en in maart 1969 werd het warenhuis, ontworpen door de Italiaanse architect Giò Ponti, geopend op de locatie tegenover C&A.

### 1970-1999
In het begin van de jaren 1970 werd voor het eerst geprobeerd om het plein verkeersvrij te krijgen. Wethouder Van der Kruijs kondigde in 1970 een studie aan naar de haalbaarheid van een groots ondergronds winkelcentrum op deze plek. Spoedig bleek dat het plan economisch haalbaar noch praktisch uitvoerbaar was. Het 18 Septemberplein bleef onderwerp van studie omdat het gebied aantrekkelijker moest worden voor de voetganger. Om die reden werden in november 1973 de honingraatwinkeltjes geplaatst. Deze moesten het plein levendiger maken en het loopcircuit in het winkelgebied verbeteren. Verkeersvrij was het plein daarmee nog steeds niet. Auto's, bussen en vrachtverkeer bleven het kooplustige publiek voorbijrazen. In 1978 verscheen er een nieuw plan voor het 18 Septemberplein. De Eindhovense architect Van Waes stelde voor het plein tussen de Bijenkorf en het NS-station geheel te bebouwen. Het verkeer zou dan via het Stationsplein omgeleid moeten worden en met een grote bocht aangesloten worden op de Vestdijktunnel. De ruimten tussen de twee nieuw te bouwen complexen zouden opgevuld gaan worden met intieme pleintjes alwaar een rolschaatsbaan, een VVV-kiosk en een poffertjeskraam waren bedacht. Toen in de jaren 1980 de leegstand van de Piazza grote vormen aannam werden de twee bovenste verdiepingen verhuurd aan de Openbare Bibliotheek. De bibliotheek bleef daar tot de verhuizing in 1997 naar de Witte Dame. In 1999 kreeg de Italiaanse Massimiliano Fuksas de opdracht om de Piazza te herontwikkelen. Eind jaren 1990 werd een gedeelte van het 18 Septemberplein verboden gebied voor gemotoriseerd verkeer.

### 2000-heden
In 2006 heeft de rotonde plaats moeten maken voor een T-splitsing en werden de dagwinkeltjes gesloopt. Na een realisatieperiode van drie jaar was het 18 Septemberplein in 2009 opnieuw ingericht naar ontwerp van architect Massimiliano Fuksas. Om het plein zo veel mogelijk vrij te houden van her en der gestalde fietsen, werd onder het vernieuwde plein een fietsenkelder gemaakt. Een tweetal tunnels, de Tube genaamd, leiden naar deze ondergrondse fietsenstalling. Op de plaats van deze fietsenstalling bevond zich in de middeleeuwen een stadsgracht, een houten brug en een bakstenen stadspoort, onderdeel van de stadsomwalling van Eindhoven. Omdat de poort richting het toenmalige dorp Woensel ging, kreeg de poort de naam Woenselse Poort. Delen van de fundatie van de stadspoort zijn opgebouwd in de fietsenkelder. Zo zijn op de plaats waar de stadspoort gevonden is, natuurstenen tegels verdiept in de vloer aangebracht om de poort te symboliseren. Verder zijn er informatiepanelen geplaatst om de lokale geschiedenis toe te lichten. In 2020 werd het C&A-pand verbouwd en verhuisde de HEMA naar het 18 Septemberplein, naast de C&A.
18 Septemberplein ·
Berenkuil ·
Boschdijk ·
Demer ·
Dommelstraat ·
Emmasingel ·
John F. Kennedylaan ·
Keizersgracht ·
Markt ·
Mathildelaan ·
Oude Stadsgracht ·
Stationsplein ·
Stratumsedijk ·
Stratumseind ·
Vestdijk ·
Wal ·
Wilhelminaplein